# Hans van Zeeland
Johannes Hendrikus Jacques van Zeeland, detto Hans (Arnhem, 4 maggio 1954), è un ex pallanuotista olandese, vincitore di una medaglia di bronzo alle olimpiadi di Montréal 1976.